# 江尻裕一
江尻裕一（1966年1月1日—），日本企業家。Axela Partners株式會社董事長、日台通Consullting株式會社董事長、eWeLL株式會社董事、社會起業大學理事、湘南塾發起人。曾任職於住友商事、索尼、樂天等企業，在華人圈、大中華區從事商業活動超過20年。現今以經營Axela Partners為重心，致力於輔導新創公司與培育企業經營人才，並且以生涯共創導師的視野，從事各種商業活動。 

## 經歷
出生於東京都大田區，曾就讀日本筑波大學附屬中學校及高等學校、畢業於日本慶應義塾大學理工學系。曾任職於住友商事、索尼株式會社、樂天株事會社等企業。在住友商事汽車部門任職期間，負責對歐美出口汽車OEM零件及製造設備業務，之後加入上海住友商事，創立汽車部門。接著在日產柴油工業株事會社（Nissan Diesel Motor Co., Ltd）（現UD TRUCKS株事會社）與東風汽車有限公司合併成立的杭州東風日產汽車有限公司，參與成立、運營，兼任財務部長及業務部長。1998年轉職索尼，帶領地域事業戰略部，負責索尼集團的中國事業策略。之後參與成立ISP事業子公司 So-net台灣（索尼與台灣的和信電訊合資公司） 並擔任COO（營運長），在兩年左右時間，創造該公司成為擁有ADSL會員超過33萬人的企業。2005年被賦予帶領索尼電腦娛樂（SCE，現在的索尼互動娛樂）的中國事業策略，負責因應整個集團的政策轉換之執行業務調整。此外，在SCE香港擔任總經理（GM）統籌整個亞洲的銷售和市場行銷，參與該地區 PlayStation 3（PS3）上市等。2007年，就任為樂天企業子公司-台灣樂天市場的CEO（執行長），負責規劃樂天企業進入台灣市場的布局與營運，並在2010年被任命為樂天株式會社的Executive Officer 、同時兼任公司和百度共同出資的中國合資企業「樂酷天」的CEO（執行長）。之後，再以新加坡為據點，擔任樂天亞洲總部COO（營運長）， 為台灣、新加坡、馬來西亞、泰國和印尼各地區的業務策略進行規劃並統籌營運。 任職期間更實現了樂天企業參與台灣樂天信用卡事業計劃，取得台灣主管機關12年以來，唯一新核准的信用卡新事業營業執照。由於實現了在台參與信用卡事業計畫，得到樂天社長三木谷浩史的評價 「都是因為江尻裕一的執念吧（笑）」。2016年3月離開樂天，約有一年時間照顧父親。之後，開始了「第二社會人生涯」，自此成立以輔導培育新創公司為主的Axela Partners株式會社，以及以促進台日商業交流為目的的日台通Consulting株式會社。身為社會起業大學的理事，亦參與許多社會企業家的培育。另外，在開辦的非營利組織「湘南塾」，以「培養有心的商務人才」為目標，舉辦了各種研討會活動。此外，自2017年6月以來，為了讓更多人可以「100％貼近自己的價值觀，做個能自由生活的人」，開始了一個「海盜人生」的新企畫。

## 人物
座右銘：「順從現在這一瞬間內心的聲音去生活」。風帆衝浪運動愛好者，曾代表日本參加亞洲風帆衝浪比賽。興趣為重型機車，加入台灣的「雷公車隊」（超過100位哈雷機車車主所組成的同好會），成為第一位被推舉為隊長的外國人。
最喜歡的人物是在電影「神鬼奇航」（Pirates of the Caribbean）中扮演船長- 傑克·史派羅的 強尼·戴普（Johnny Depp）。

## 備註
1. ↑  Annabel lue. . 台北時報. 2001-08-24. （原始内容存档于2019-06-11）.
2. ↑  . iThome. 2001-11-01. （原始内容存档于2019-06-06）.
3. ↑  . Engadget.com. 2006-11-18. （原始内容存档于2018-01-23）.
4. ↑  . 2010-10-19. （原始内容存档于2020-10-26）.
5. ↑  . 蘋果日報. （原始内容存档于2018-01-24）.
6. ↑  大富豪的近況和動向. .   [2004-10-19].
7. ↑  .   [2018-01-26] （中文（简体））.
8. ↑  海賊ライフ〜 「いまこの瞬間」の心の響きに従って宝探しに行こうよ！[永久]

## 外部連結
- 江尻裕一  - 海盜人生 （页面存档备份，存于）
- 江尻裕一 - Facebook[永久]
- 江尻裕一 - Medium （页面存档备份，存于）
- 江尻裕一 - 海盜培訓教練 - Twitter